# 14 Diamonds
14 Diamonds (на български: 14 диаманта) е третият компилационен албум на финландската група Стратовариус. Издаден е само в Япония. Продуцент е Тимо Толки.